# 산바야시촌
산바야시촌(三林村)은 니가타현 미나미칸바라군에 설치되었던 촌이다.